# Discontinuità (geologia)

A) Discontinuità di Mohorovičić. B) Discontinuità di Gutenberg.
C) Discontinuità di Lehmann. 1) Crosta continentale 2) Crosta oceanica 3) Mantello superiore 4) Mantello inferiore 5) Nucleo esterno 6) Nucleo interno.

Dentro il globo terrestre, esistono zone dove si osservano alcune modificazioni brusche della velocità di propagazione delle onde sismiche; queste zone corrispondono a dei cambiamenti fisici del mezzo percorso. Le discontinuità fisiche delimitano i differenti grandi involucri della Terra.
Le principali discontinuità individuate sono:
- la discontinuità di Conrad, corrispondente a un piano sub-orizzontale nella crosta continentale ad una profondità che va da 15 a 20 km
- la discontinuità di  Mohorovičić (normalmente abbreviata in Moho), situata a una profondità compresa fra 5 e 90 km, segna il limite fra la crosta (oceanica o continentale) e il mantello, e mostra una variazione della natura dei materiali. La Moho è compresa fra 0 e 15 km sotto la crosta oceanica, 30 km sotto una crosta continentale di tipo zoccolo e a una più grande profondità (fino a 80 km) sotto le catene di montagne recenti.
- la discontinuità di Gutenberg, situata a 2900 km, marca il limite fra il mantello inferiore e il nucleo esterno - che si comporta come un liquido.
- la discontinuità di Lehmann, situata a 5100 km di profondità, delimita il nucleo esterno e il nucleo interno (detto anche "seme solido").

Oltre a queste, sono state identificate altre discontinuità minori, per lo più localizzate in qualche specifica zona su un ambito territoriale regionale o relativamente ristretto.